# Hugo Beissel von Gymnich
Franz Hugo Edmund Graf Beissel von Gymnich (* 12. Juli 1798; † 22. April 1863 in Paris) war ein rheinischer Gutsbesitzer und Politiker.

## Familie
Beissel entstammte dem alten rheinischen Grafengeschlecht der Beissel von Gymnich. Er war drittes Kind und ältester Sohn des Franz Ludwig Graf Beissel von Gymnich aus seiner ersten Ehe mit Johanna Freiin von Freiberg-Hofferau. Der Landrat des Kreis Schleiden, Richard Beissel von Gymnich (1802–1879), war sein jüngerer Bruder. Aus der zweiten Ehe seines Vaters entstammte ein Halbbruder, Friedrich. Dessen Sohn Otto Graf Beissel von Gymnich (1851–1931) war später ebenfalls Mitglied des Herrenhauses.
Beissel war in erster Ehe mit Therese Freifrau von Fürstenberg-Neheim (1800–1850) und in zweiter Ehe mit Maria Gräfin Borggraf d’Altena verheiratet. Beide Ehen blieben kinderlos.

## Leben
Beissel war kgl. preußischer Kammerherr und Ritter des bayrischen St. Georgs-Ordens. Er war Herr der Fideikommissgüter Blens, Schmidtheim und weiteren. Von 1854 bis zu seinem Tode 1863 war er Mitglied des preußischen Herrenhauses auf Präsentation des Grafenverbandes der Rheinprovinz.